# Phare de Little Gull Island
Le phare de Little Gull Island (en anglais : Little Gull Island Light), est un phare situé sur Little Gull Island (en), dans le Long Island Sound, dans le comté de Suffolk (Grand New York-État de New York).

## Histoire
Le premier phare était une tour haute de 16 mètres construite en 1806, qui a été remplacée par la tour conique actuelle de 25 mètres et équipée d'une lentille de Fresnel de second ordre en 1869. Le phare a été automatisé en 1978 et lea maison des gardiens a été démolie. Sa fondation est une plateforme en granit et le phare est aussi en granit.
En 1813, la lumière a été éteinte par un groupe de Royal Marines lors d'un raid mené par le commodore Thomas Hardy pendant la guerre anglo-américaine de 1812. Le 12 mai 1881, la Galatea, reliant Providence (Rhode Island) à New York, s'y est échouée à cause d'un brouillard épais. Deux jours plus tard, le navire a pu quitter l'île sans subir de dégâts. La Commission du phare a ouvert une enquête parce qu’on soupçonnait que le signal de brouillard n’était pas opérationnel pendant cette période. L'officier de marine chargé de l'enquête, French Ensor Chadwick, a interrogé des témoins et d'autres personnes susceptibles d'avoir entendu le signal et a testé le signal à différents endroits autour de Little Gull Island. Il a conclu que le signal de brouillard était opérationnel. Des tests sonores ont été effectués plus tard en 1881. 
En 2009, le phare de Little Gull Island a été mis en vente en vertu de la loi sur la préservation des phares historiques nationaux.

## Description
Le phare est une tour cylindrique en granit, avec galerie et lanterne de 25 m de haut, s'élevant de l'ancien logement en granit de deux étages. La lanterne est peinte en blanc et son toit est rouge ; la tour de granit n'est pas peinte.
Son feu à éclats émet, à une hauteur focale de 28 m, deux brefs éclats blancs par période de 15 secondes. Sa portée est de 18 milles nautiques (environ 33 km). Il est équipé d'une corne de brume automatique émettant une explosion de 2 secondes par période de 15 secondes.

## Caractéristiques dufeu maritime
Fréquence :  15 secondes (W)
- Lumière : 0.1 seconde
- Obscurité : 2.9 secondes
- Lumière : 0.1 seconde
- Obscurité : 11.9 secondes

Identifiant : ARLHS : USA-440 ; USCG : 1-19830 - Admiralty : J0726. 

### Lien connexe
- Liste des phares de l'État de New York